# 不要走 (1986年单曲)
《不要走》（法語：T'en va pas）是法国歌手埃尔莎·朗基尼于1986年10月12日发行的单曲。此单曲是埃尔莎的第一张单曲，也是1986年上映的电影《我生命中的女人》（La Femme de ma vie）的插曲。此单曲在法国红极一时，曾成为排行榜冠军。

## 背景
在电影《我生命中的女人》（La Femme de ma vie）中，埃尔莎扮演了珍·柏金的女儿，并且片中有一个埃尔莎弹奏钢琴的场景，最后这首歌的作曲者Romano Musumarra决定将这首歌作为单曲发布。Romano Musumarra曾担任80年代法国著名艺术家珍妮·马斯（Jeanne Mas）的单曲《En rouge et noir》和摩纳哥斯蒂芬妮公主的单曲《Ouragan》的制作人。
《不要走》在法国成功登上排行榜，并且在欧洲各个国家传播开来，还录制了一个名为《爸爸，请不要走》（Papa, Please Don't Go）的英文版本。这首歌在日本也是众所周知的，因为它被用于了日本牛仔布生产公司Edwin名为“Something”的产品的电视广告。另外，日本漫画家久保带人将这首歌作为动漫《BLEACH》中井上织姬的角色歌。它还是动漫《月姬》中弓冢五月（弓塚さつき）的角色歌。2008年，阿根廷人用其作为Impulse牌香氛喷雾的插曲。这首歌的法语版和英文版都被收录于埃尔莎的精选集《埃尔莎，精选 1986-1993》（Elsa, l'essentiel 1986-1993）中。
改歌曲的MV中部分由电影中埃尔莎的表演镜头改编。
2006年，埃尔莎在《Connexion Live》演唱会上曾演唱此歌曲，后来此演唱会发行了CD和DVD版。
2000年代中期，法国歌手普里西拉（Priscilla）曾在M6频道的《Absolument 80》节目中现场演出这首歌。

## 在排行榜上的表现
这张单曲在法国获得了巨大的成功，它出版的第一天（1986年12月6日）位于法国单曲排行榜第26位，一周后进入前10位。第五周，它登上榜首，而且连续8周保持了此地位。因为销量超过50万张，所以此单曲被SNEP授予金唱片称号。此单曲连续18周保持前10的低位，并且连续25周出现在排行榜上。
当时，埃尔莎成为法国最年轻的法国单曲榜冠军（TOP50）获得者，她当时只有13岁，她获得《吉尼斯世界纪录大全》认证，该记录在1993年被约尔迪（Jordy）打破。
在法国，《不要走》是法国第133张冠军单曲。在世界范围内，此单曲销量约为1300万张。

## 日本发行及改编情况
日本第一版于1987年发行，当时的标题为《悲伤的柔板》（日語：哀しみのアダージョ）。1994年该单曲发行再版时给这首歌添加了副标题《她和她的十四行诗》（日語：彼と彼女のソネット），歌手大贯妙子后来给原曲用日语填词，就以这个标题命名。。大贯妙子于1987年发行的专辑《A Slice Of Life》就收录了这首歌。歌手原田知世也立刻翻唱了此歌曲。
后来Sana、坂本美雨、T. YUMI、富沢聖子、長谷川恵理、宮村優子等歌手都翻唱过此歌曲。

## 曲目
- 7寸黑胶唱片

1. "不要走"（单曲版） – 3:50
2. "不要走"（伴奏） – 4:45

- 12寸黑胶唱片

1. "不要走"（混音版） – 5:32
2. "不要走"（伴奏） – 5:32

- 7寸黑胶唱片（英语版）

1. "爸爸，请不要走"（单曲版） – 4:00
2. "爸爸，请不要走"（伴奏） – 3:50

- 12寸黑胶唱片（英语版）

1. "爸爸，请不要走"（混音版） – 5:25
2. "爸爸，请不要走"（伴奏） – 5:25

## 制作
- 改编、制作：Romano Musumarra
- 录音：Gianpaolo Bresciani于罗马的泰坦妮亚工作室

## 排行和销售情况
| 排行榜（1986/87）  | 最高 位 |
| ------------------ | ------- |
| 荷兰排行榜 Top 100 | 41      |
| 欧洲排行榜 HOT 100 | 26      |
| 法国SNEP单曲榜     | 1       |

| 国家 | 认证   | 时间 | 认证标准 | 实际销量 |
| ---- | ------ | ---- | -------- | -------- |
| 法国 | 金唱片 | 1987 | 50万     | 89.7万   |

### 排行榜情况
| 前任： "The Final Countdown" 欧洲合唱团 | 法国SNEP1987年法国冠军单曲列表 1987年1月3日 – 2月21日 | 繼任： "On se retrouvera" Francis Lalanne |